# Arctornis pellucidoides
Arctornis pellucidoides är en fjärilsart som beskrevs av Holloway 1999. Arctornis pellucidoides ingår i släktet Arctornis och familjen tofsspinnare. Inga underarter finns listade i Catalogue of Life.